# Fabrice Lapierre
Fabrice Lapierre (Moka, Mauricio, 17 de octubre de 1983) es un atleta nacido en Mauricio nacionalizado australiano, especialista en la prueba de salto de longitud, con la que ha logrado ser subcampeón mundial en 2015.

## Carrera deportiva
En el Mundial de Pekín 2015 gana la medalla de plata en salto de longitud con un salto de 8,24 m, tras el británico Greg Rutherford y por delante del chino Wang Jianan (bronce).